# Peperomia dolabriformis var. lombardii
Peperomia dolabriformis var. lombardii es una variedad de planta con flores de Peperomia dolabriformis, que pertenece al género Peperomia.

## Distribución
Es nativa de Perú. Se encuentra en el distrito de Pucará, provincia de Jaén, departamento de Cajamarca.

## Taxonomía
Fue descrita científicamente por Guillermo Pino Infante. Fue publicada en Cactus and Succulent Journal (Los Angeles) 80(5): 236 (234-235; figs.) (2008).
Etimología
Peperomia: que deriva de los vocablos griegos peperi: 'pimentero' y omoios: 'parecido', lo que quiere decir 'parecido al pimentero', ya que las características morfológicas son parecidas a las del género Piper, al que pertenece el pimentero.
dolabriformis: epíteto latino dolabra que significa "herramienta mezcla de hacha y pico" y formis que significa "con forma de".
lombardii: nombre otorgado en honor a Guido P. Lombardi médico y antropólogo peruano, quien descubrió esta planta.